# Wealhtheow
Wealhtheow ook Wealhþēow of Wealthow is een legendarische Deense koningin uit de 6e eeuw.
In het Angelsakische gedicht Beowulf wordt ze in regel 612 voor het eerst geïntroduceerd. Ze is een lid van de Wulfing stam en door middel van haar huwelijk met koning Hroðgar, koningin der Denen.  